# Chela Arias
Graciela «Chela» Arias Celemín (Medellín, 17 de septiembre de 1949) es una actriz colombiana que debutó en 1968 con la telenovela colombiana La muerte escucha.

## Biografía
Hija de la actriz Zoila Celemín de Arias, su madre la inscribió en la academia Dalmar Velkova, donde estuvo recibiendo clases de ballet clásico durante dos años, y poco después empieza a dar sus primeros pasos como lo ha hecho todo gran actor consumado, en los escenarios de un teatro, haciendo su debut en la obra infantil El pleito del queso en el Teatro Colón de Bogotá, de la mano de José Agustín Pulido Téllez.
Se casó con Carlos Barbosa Romero en 1968. De su matrimonio nació su hijo Carlos Barbosa Arias, quien debutó con su padre en la película Pisingaña. En 1988 confirmaron su separación.

## Trayectoria

### Películas
| Año  | Película                                  | Personaje     |
| ---- | ----------------------------------------- | ------------- |
| 2008 | Pecados de una profesora                  | Diana Vivanco |
| 2004 | Carlita’s Secret                          | María         |
| 1970 | Quatre hommes aux poings nus              |               |
| 1968 | Negociando el peligro o la muerte escucha |               |

### Televisión
| Año    | Producción                                | Personaje                         |
| ------ | ----------------------------------------- | --------------------------------- |
| 2024   | La mujer de mi vida                       | Rosa                              |
| 2023   | Juego de mentiras                         | Olga                              |
| 2016   | Escándalos                                | Ana Pereira                       |
| 2012-3 | El rostro de la venganza                  | Eliana vda. de Alvarado           |
| 2008-9 | El rostro de Analía                       | Yolanda "Yoya" Arteaga            |
| 2007-8 | Pecados ajenos                            | Raquel Sandoval                   |
| 2006   | Tierra de pasiones                        | Mercedes Armenta                  |
| 2005   | La ley del silencio                       | Clotilde                          |
| 2003   | Amor descarado                            |                                   |
| 1994   | Tentaciones                               | Clemencia Holguín vda. de Iriarte |
| 1991   | La vida secreta de Adriano Espeleta       |                                   |
| 1990   | Te voy a enseñar a querer                 |                                   |
| 1989   | LP loca pasión                            |                                   |
| 1988-9 | Flor de invierno                          |                                   |
| 1987   | El Divino                                 |                                   |
| 1988   | Tremenda pareja                           |                                   |
| 1986   | Vidas trocadas                            |                                   |
| 1984-6 | Los cuervos                               | Ornela                            |
| 1985   | Camino cerrado                            |                                   |
| 1984   | El lío                                    |                                   |
| 1983   | Amalia                                    |                                   |
| 1983   | Historia de dos hermanos                  |                                   |
| 1982   | El hijo de Ruth                           |                                   |
| 1981   | La tía Julia y el escribidor              | Isabel                            |
| 1980   | El cazador nocturno                       |                                   |
| 1980   | Eugenia Grandet                           |                                   |
| 1979   | José María Córdova (El héroe de Ayacucho) | Venancia Córdova                  |
| 1979   | La abuela                                 |                                   |
| 1978   | Lejos del nido                            |                                   |
| 1978   | La marquesa de Yolombó                    |                                   |
| 1978   | Almas malditas                            |                                   |
| 1977   | Gabriela                                  |                                   |
| 1974   | Vendaval                                  |                                   |
| 1973   | Caminos de gloria                         |                                   |
| 1972   | La perla                                  |                                   |
| 1970-1 | Una vida para amarte                      |                                   |
| 1968   | Candó                                     |                                   |
| 1966   | Diario de una enfermera                   |                                   |

### Teatro
- Teatro Popular Caracol
- Dialogando
- Historias de amor
- Teatro Coltevisión
- Ojos de gato
- Trampa mortal

Otras Participaciones
- Cazo Juzgado
- Puerta al suspenso
- Un ángel llamado Andrea
- Las señoritas Gutiérrez
- La pensión
- El cuento del Domingo